# August Tiede
August Tiede (* 4. Juni 1834 in Berlin; † 14. Mai 1911 ebenda) war ein deutscher Architekt, preußischer Baubeamter und Hochschullehrer. 

## Leben
Tiede studierte an der Berliner Bauakademie. Als Bauführer (Referendar) arbeitete er unter Friedrich Adler. Er reiste 1859 nach Italien und absolvierte vermutlich 1861 das Baumeister-Examen. Danach arbeitete er zunächst als Stadtbaurat in Erfurt, wurde dann aber 1867 in das Ressort Museumsbauten der Ministerialbaukommission in Berlin berufen. Gleichzeitig hatte er einen Lehrauftrag an der Bauakademie und führte später auch den Titel Professor.
Nachdem Tiede in den Debatten um das Neubau-Projekt für den Berliner Dom gegen den von Kaiser Wilhelm II. (in seiner Eigenschaft als preußischer König und Summus Episcopus in Preußen) befürworteten Entwurf von Julius Raschdorff Stellung bezogen hatte, sollte er nach Schlesien versetzt werden. In dieser Situation schied er aus dem Staatsdienst aus und arbeitete von da an als selbstständiger Architekt in Berlin.

## Werke (unvollständig)

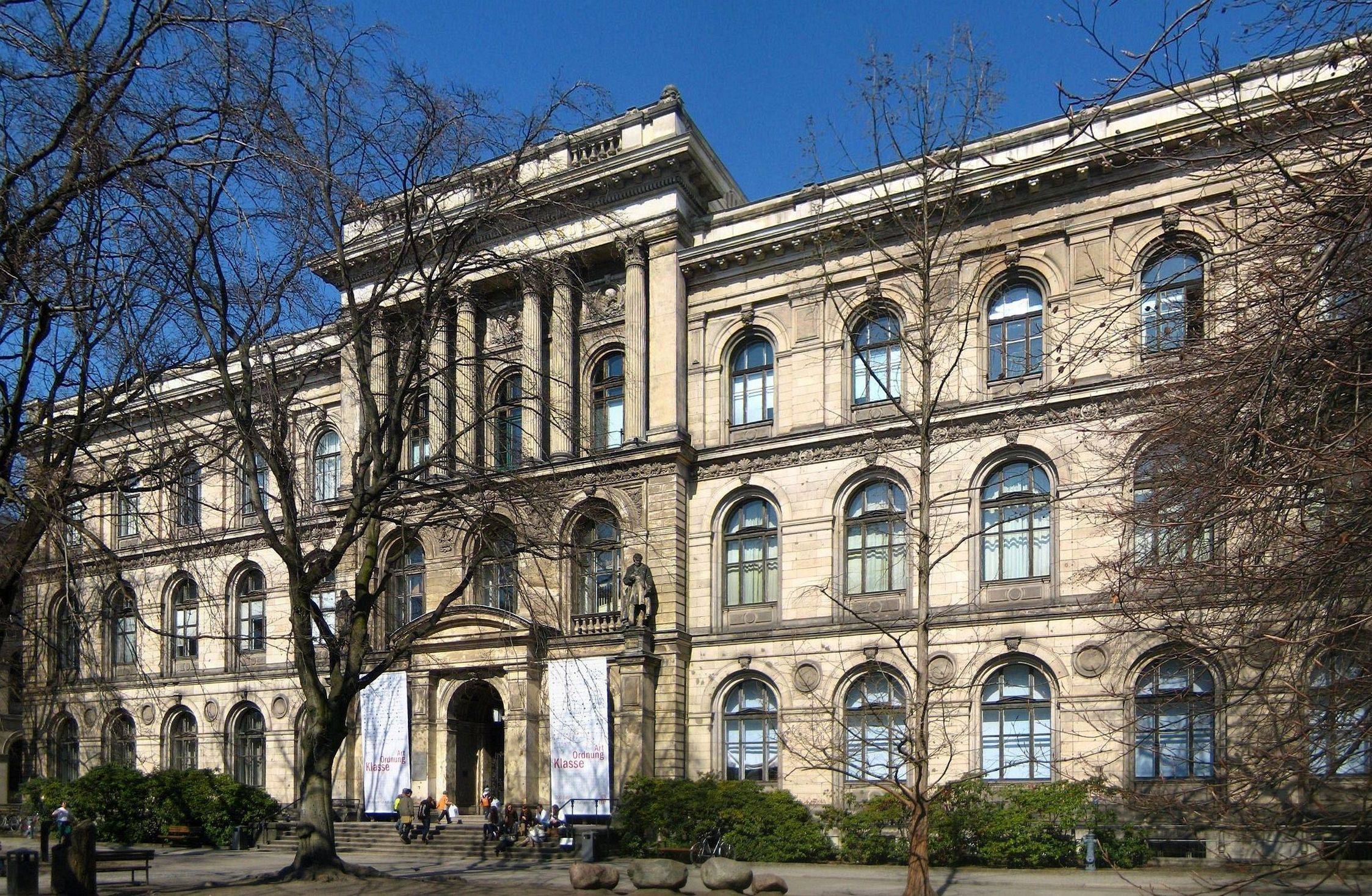
Museum für Naturkunde

Als Baubeamter in der staatlichen Bauverwaltung war Tiede an der Planung folgender Bauprojekte beteiligt:
- 1875–1878: Preußische Geologische Landesanstalt und Bergakademie in Berlin, Invalidenstraße 44
- 1876–1880: Landwirtschaftliche Hochschule Berlin, Invalidenstraße 42
- 1883–1889: Museum für Naturkunde in Berlin, Invalidenstraße 43[1]